# Melanella frielei
Melanella frielei is een slakkensoort uit de familie van de Eulimidae. De wetenschappelijke naam van de soort is voor het eerst geldig gepubliceerd in 1895 door Jordan.